# Parafia Trójcy Świętej w Krotoszynach
Parafia Trójcy Świętej w Krotoszynach – parafia rzymskokatolicka, znajdująca się w diecezji toruńskiej, w dekanacie Kurzętnik.
Na obszarze parafii leżą miejscowości: Krotoszyny, Bielice, Czachówki. 